# Jahrmilliarde
Die Jahrmilliarde, bisweilen auch Giga-Jahr, ist eine in der Geologie und der Kosmologie verwendete Zeiteinheit. Sie wird mit Mrd. J. oder sehr selten mit Jmrd. abgekürzt. In der Fachliteratur findet sich in Anlehnung an die SI-Einheiten auch die Abkürzung Ga („Gigaannum“).
Vorgänge wie die Entstehung von Galaxien, Abschnitte der Sternentwicklung sowie der Entwicklung von Planeten spielen sich in zeitlichen Maßstäben von Milliarden Jahren ab. Das Alter des Universums beträgt nach dem derzeitigen Stand der Wissenschaft, entsprechend dem Standardmodell der Kosmologie, etwa 13,8 Ga, das Alter des Sonnensystems etwa 4,6 Ga.
Zu unterscheiden von der Jahrmilliarde, die einen Zeitraum ohne Bezugspunkt bezeichnet, ist Gya für englisch Giga-years ago (bzw. Bya für billion years ago), die Bezeichnung für einen Zeitpunkt relativ zur geologischen Jetztzeit in der historischen Geologie. So wird beispielsweise mit 4,6 Gya der Beginn des Hadaikums auf der Erde angesetzt – das heißt 4,6 Milliarden Jahre vor „heute“. Die Dauer des Hadaikums wird mit etwa 0,6 Ga veranschlagt.